# Charidotella flaviae
Charidotella flaviae es un coleóptero de la familia Chrysomelidae.
Fue descrita científicamente en 2005 por Maia & Buzzi.